# 58418 Luguhu
58418 Luguhu è un asteroide della fascia principale. Scoperto nel 1996, presenta un'orbita caratterizzata da un semiasse maggiore pari a 3,1705978 UA e da un'eccentricità di 0,1765151, inclinata di 28,40016° rispetto all'eclittica.
Fa parte della famiglia di asteroidi Eufrosine.